# Základní škola Prostějov, ul. Vl. Majakovského
Základní škola Prostějov, ul. Vl. Majakovského 1 je základní škola v Prostějově-Vrahovicích.

## Historie
Byla založena v roce 1884. Původně měla přízemí a patro, v roce 1937 byla rozšířena o další patro. V roce 1984 byla postavena druhá budova školy, ta byla ale brzy po svém otevření z hygienických důvodů uzavřena a znovu byla používána od roku 1986. V roce 2002 byla přistavěna nová tělocvična. V roce 2012 byla druhá budova školy zbořena a na jejím místě postavena nová školní budova. Starší budova školy zatím stále čeká na rekonstrukci.

## Fotogalerie

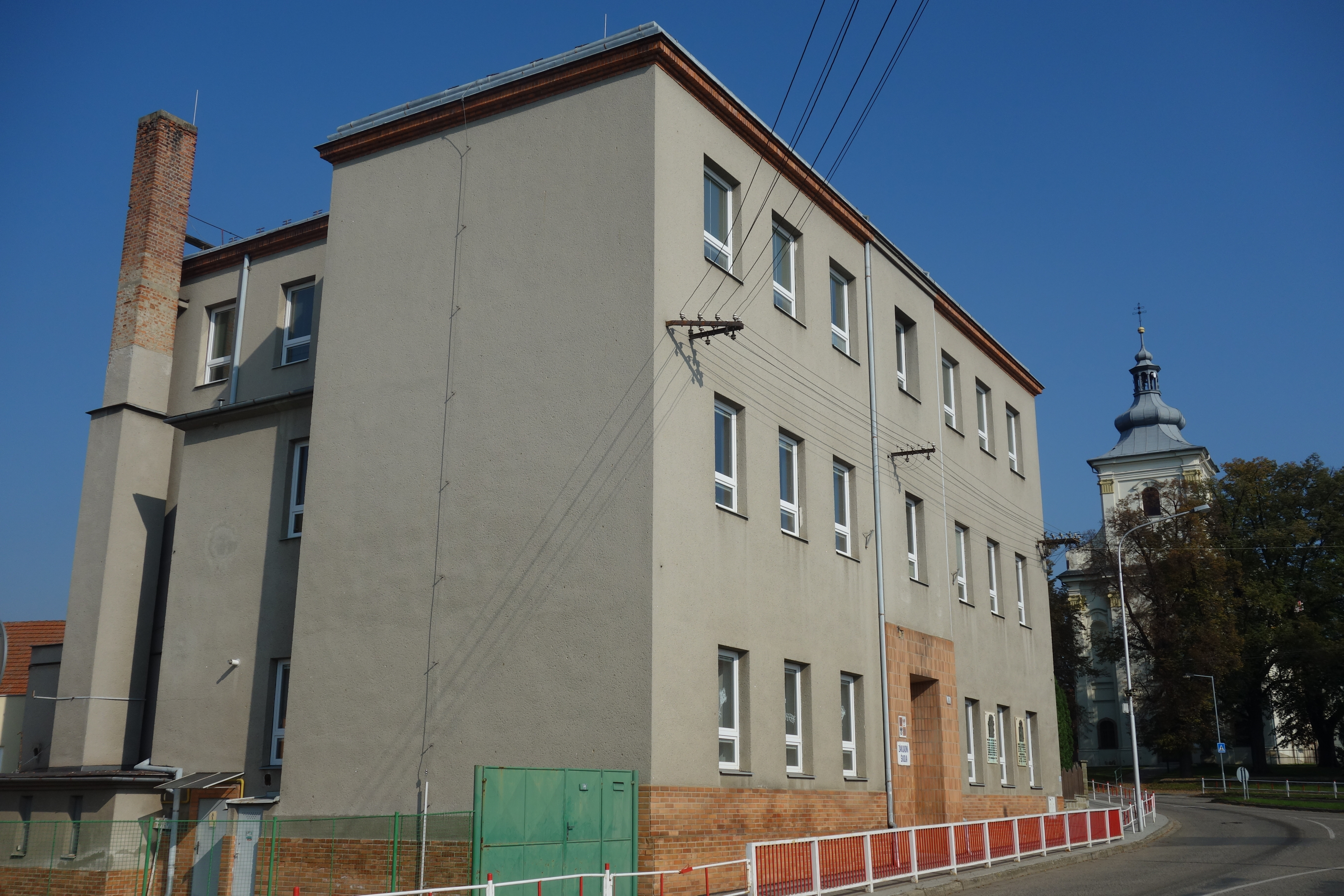
Stará budova
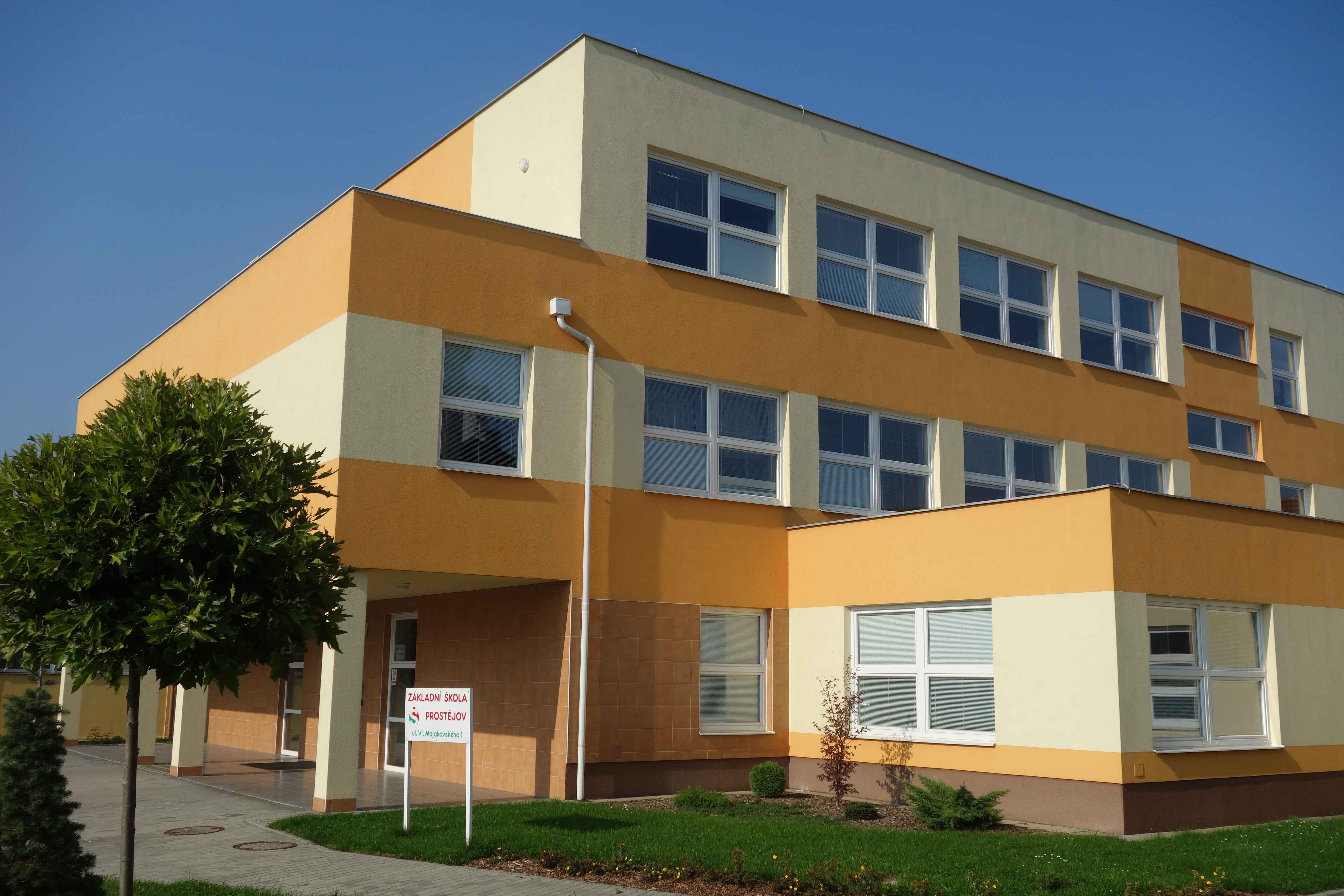
Nová budova
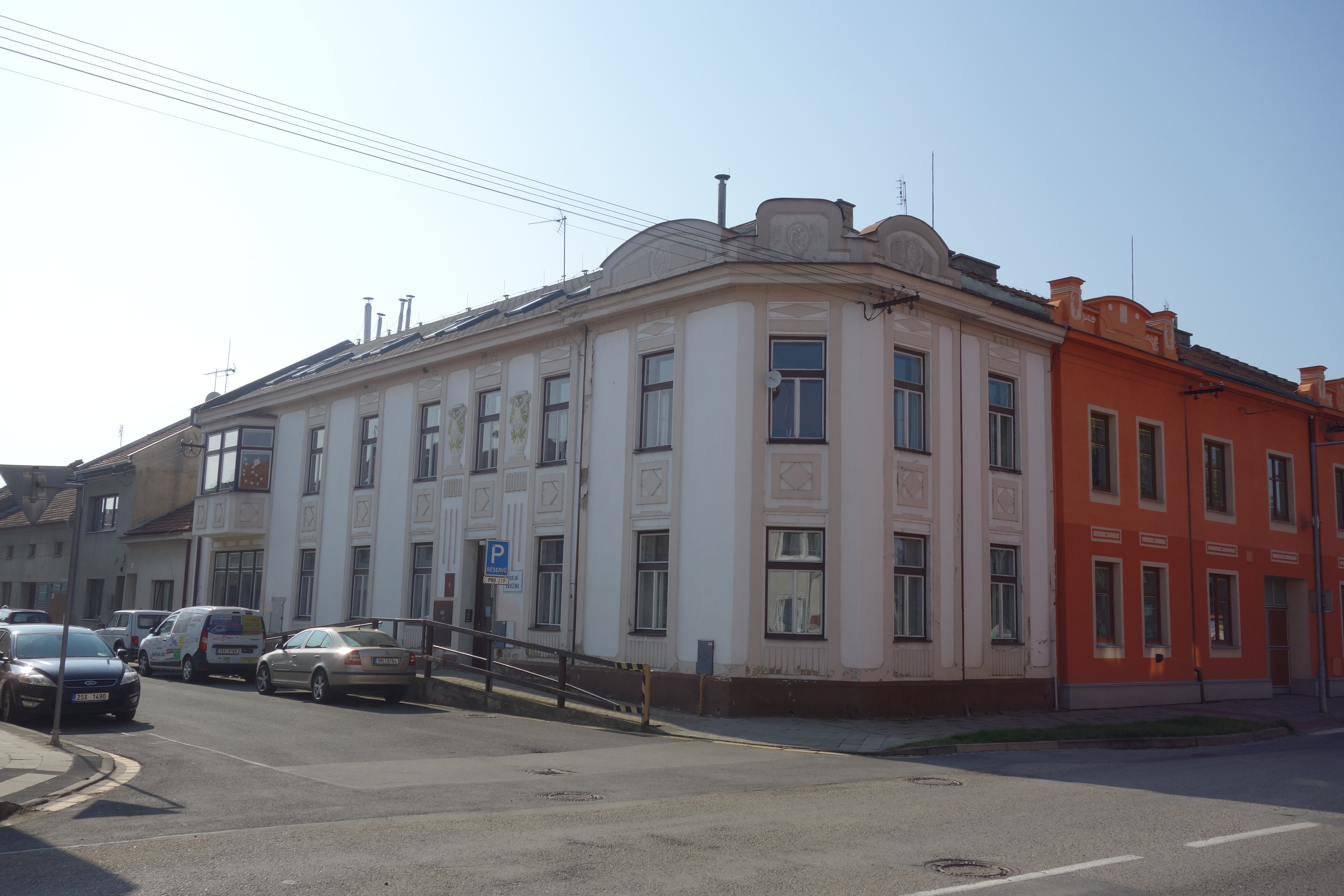
Školní družina